# Първце
Първце или Първци (на македонска литературна норма: Првце; на албански: Përca) е село в Северна Македония, в община Теарце.

## География
Селото е разположено в областта Долни Полог в източните поли на Шар.

## История
В обобщен списък на джизието на немюсюлманите от вилаета Калканделен от 18 юли 1628 година селото е отбелязано като Пръфче, със 17 ханета (домакинства).
В края на XIX век Първце е албанско село в Тетовска каза на Османската империя. Според статистиката на Васил Кънчов („Македония. Етнография и статистика“) в 1900 година Първце има 70 жители арнаути мохамедани.
Според Афанасий Селишчев в 1929 година Първце е село в Доброшка община и има 15 къщи с 47 жители албанци.
Според преброяването от 2002 година Първце има 27 жители, всички албанци.